# Clã Dundas
O Clã Dundas é um clã escocês da região das Terras Baixas, Escócia.